# 497
Évszázadok: 4. század – 5. század – 6. század
Évtizedek: 440-es évek – 450-es évek – 460-as évek – 470-es évek – 480-as évek – 490-es évek – 500-as évek – 510-es évek – 520-as évek – 530-as évek – 540-es évek
Évek: 492 – 493 – 494 – 495 –  496 – 497 – 498 – 499 – 500 – 501 – 502

## Események

### Európa
- I. Anasztasziosz bizánci császár elismeri itáliai alkirályaként Theoderic osztrogót királyt és elküldi neki a nyugatrómai császárok uralkodói jelvényeit.
- Szkíta Ióannész bizánci hadvezér elfogja és kivégezteti az iszauriai felkelés vezetőjét, Cardalai Longinust. Ezzel a háború gyakorlatilag véget ér.

### Kína
- Északi Vej császára, Hsziaoven támadást indít a Déli Csi állam ellen és elfoglalja Vancseng és Hszinje városokat, de ezután hadjárata lendületét veszti. Eközben Déli Csi császára, Ming, aki trónbitorlással jutott uralomra, meggyilkoltat tíz, a dinasztiájából származó herceget, akik veszélyeztethetik fiai utódlását.

## Születések
- I. Clothar, frank király
- Abd al-Muttalib ibn Hásim, Mohamed próféta nagyapja

## Halálozások
- Hásim ibn Abd Manáf, Mohamed próféta dédapja

## Fordítás
- Ez a szócikk részben vagy egészben  a(z)   497 című angol Wikipédia-szócikk ezen változatának fordításán alapul.  Az eredeti cikk szerkesztőit annak laptörténete sorolja fel. Ez a jelzés csupán a megfogalmazás eredetét és a szerzői jogokat jelzi, nem szolgál a cikkben szereplő információk forrásmegjelöléseként.